# 真慧
真慧（しんね、永享6年（1434年）- 永正9年10月22日（1512年11月30日））は、室町時代中期から戦国時代にかけての浄土真宗（高田派）の僧。出自については、下野国高田専修寺定顕の子とも弟とも言われている。

## 略歴
長禄2年（1458年）に法をついで、加賀国・越前国・近江国・美濃国・伊勢国など北陸から中部にかけての諸国に布教を行い、寛正5年（1464年）に専修寺を継いだ。当時不遇であったとされる本願寺の蓮如とは親友であったが、専修寺継承の翌寛正6年（1465年）、本願寺の勢力拡大を巡って蓮如と対立する。その結果、蓮如との関係を断ち切り、伊勢国一身田に無量寿院を建立した。その後、専修寺を無量寿院に移して高田派の拠点とし、真宗高田派の教勢を拡大した。